# Nereis pectinata
Nereis pectinata är en ringmaskart som beskrevs av Dalyell 1853. Nereis pectinata ingår i släktet Nereis och familjen Nereididae. Inga underarter finns listade i Catalogue of Life.